# Les Passagers anglais
English Passengers
Les Passagers anglais (en anglais English Passengers, 2000) est un roman épistolaire britannique de Matthew Kneale, traduit en français par Georges-Michel Sarotte et publié en France en 2002.

## Synopsis

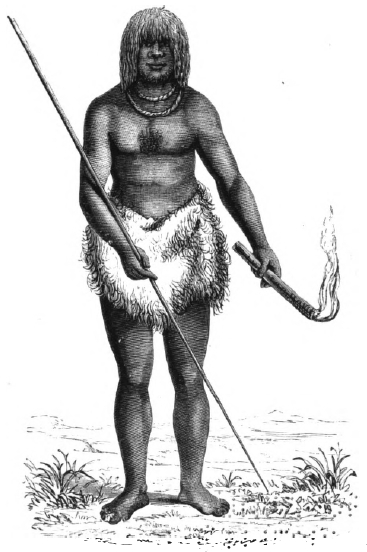
Illustration par Benjamin Duterrau (1768–1851), extrait de Les Derniers Tasmaniens : « Manalagana ».

Le roman est construit de récits croisés, « composé d'extraits de journaux privés et de lettres de plus de 20 personnages différents », autour de deux histoires qui s'entrelaceront : 
- en 1857, un navire de contrebande de l'île de Man (au centre des Îles Britanniques), composé de Mannois, rencontre des difficultés avec les douanes, ce qui le force à embarquer à son bord trois Anglais, pour une expédition de plusieurs mois, afin de se rendre sur les terres de Van Diemen's Land ou Tasmanie, pour y rechercher le lieu originel du jardin d'Éden ;
- l'histoire des Aborigènes de Tasmanie et de leur extinction, à la suite de la colonisation britannique, à travers, entre autres récits, celui d'un des leurs, de 1824 à 1870.

## Prix et distinctions
- Whitbread Prize du meilleur roman et du meilleur livre de l'année 2000[3]
- Finaliste du Booker Prize 2000[3]
- Sélection du Prix Miles Franklin 2000 — premier auteur non-australien sélectionné pour ce prix[4] depuis sa création en 1957.
- Prix Relay du roman d'évasion 2002[5]
- Prix Baudelaire 2003 (meilleure traduction d'un roman anglais)[6] pour Georges-Michel Sarotte.

## Commentaires

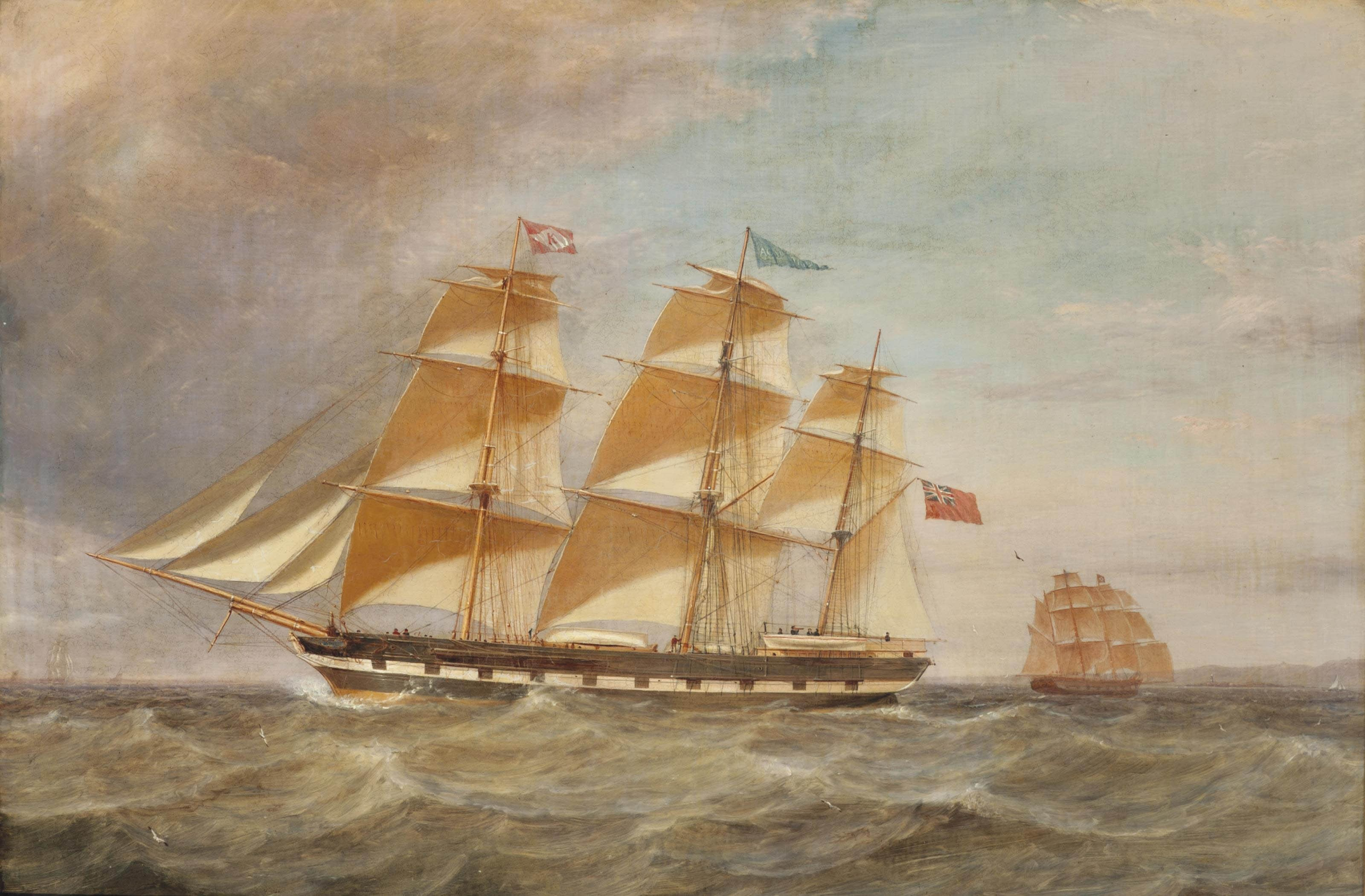
Un trois-mâts, le Agnes Taylor, peinture de 1854 de William Clark (1803-1883).

Pour le site Le Littéraire, Les Passagers anglais est « un roman d’aventure passionnant où l’humour — voire la  farce — vient toujours tempérer la tragédie. »

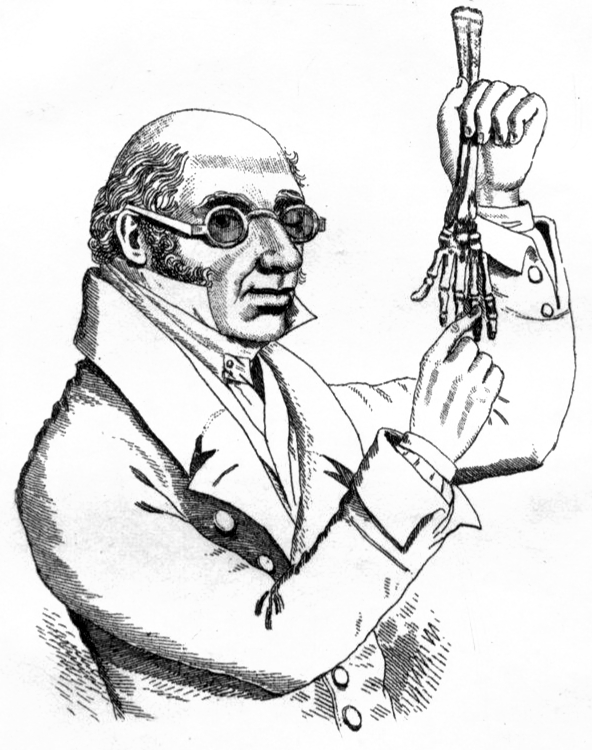
Robert Knox (1791-1862), médecin écossais, qui inspira le personnage du Dr Potter ; portrait de 1830, non signé.

En effet, l'ouvrage est à la fois un roman d'aventures, par les péripéties de la traversée du globe en navire, au milieu du XIXe siècle, où l'humour anglais se fait surtout présent par la narration du capitaine mannois Kewley, avec son mépris des anglais — l'auteur, Matthew Kneale, souligne dans un entretien que « les Mannois sont un peu les Siciliens des îles britanniques » — et son mépris de la religion catholique.
L'humour est également présent en filigrane, à travers la narration du révérend, un des « passagers anglais » du titre, dans sa quête du lieu originel du jardin d'Éden, qu'il est convaincu de trouver en Tasmanie,.
Mais l'ouvrage est aussi un roman historique, où « les théories que le Dr Potter développe dans [le] livre ont été inspirées par un certain Robert Knox [...], un chirurgien écossais », qui, « en 1850, publia un livre où apparaît le concept de « race » au sens moderne du terme. »
Fabrice Bensimon, dans la Revue d'histoire du XIXe siècle, no 24, 2002, souligne : « pour l'écrire, l'anglais Matthew Kneale s'est immergé dans les conceptions religieuses, philosophiques et (pseudo-) scientifiques de l'époque. Grâce au contact de sources primaires, il a échappé aux anachronismes fréquents de ce type d'ouvrage. »

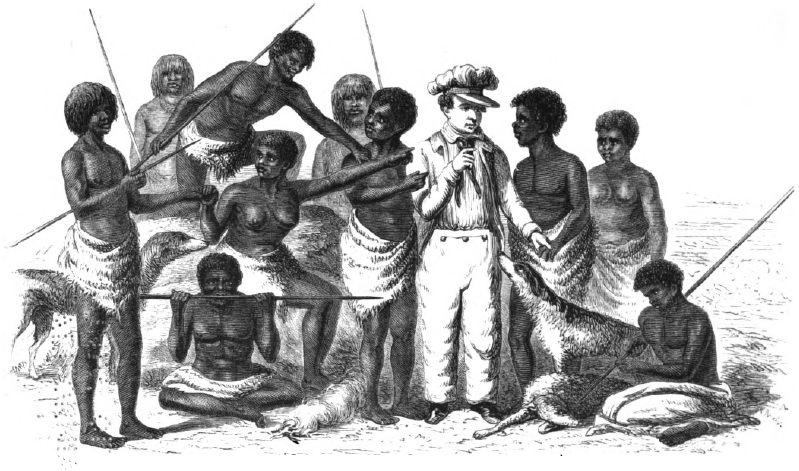
Illustration par Benjamin Duterrau (1768–1851), extrait de Les Derniers Tasmaniens : « Mr Robinson dans sa mission de conciliation ». Il inspira le personnage de Mr Robson.

L'histoire des Aborigènes de Tasmanie durant la colonisation britannique, dès le début du XIXe siècle, de la Guerre noire, à l'installation forcée et au 'parquage' des aborigènes dans l'Archipel Furneaux, à Flinders Island, jusqu'à leur extinction, s'appuie sur plusieurs documents. L'auteur indique dans une interview : « J’ai compulsé une énorme quantité de documents mais à propos de ce qui s’est passé en Tasmanie je n’ai pu disposer que de comptes rendus officiels ; il m’a été impossible de trouver des transcriptions de récits émanant d’Aborigènes. Il m’a donc fallu imaginer comment parlaient ces gens que l’Histoire a oubliés. ». 
Autre inspiration pour l'auteur : « George Augustus Robinson, un Victorien qui a tenté de sauver les aborigènes en les parquant et en les trahissant, et dont je me suis largement inspiré pour créer le personnage de Robson. »
Le personnage de Walyeric (la mère de Peevay), alias Marie, est inspirée d'une aborigène nommée Walyer, « une femme redoutable qui combattit les Blancs et à qui elle inspirait une terrible crainte. » Quant à Tayaleah, alias George Vandiemen, il est inspiré d'un enfant aborigène trouvé en 1821 et nommé ainsi par les colons — son nom, Vandiemen, est tiré de Van Diemen's Land —, envoyé faire ses études en Angleterre, pour revenir en 1828 en Tasmanie. Dans l'épilogue de l'ouvrage, Matthew Kneale retranscrit intégralement la véritable lettre de son professeur d'Angleterre, pour le retour de l'enfant en Tasmanie, lettre emplie de générosité et d'humanité, loin de certaines thèses racistes ou polygénistes en vogue à l'époque : « Malgré la brièveté de son séjour ici, je suis fort satisfait d'avoir reçu ce garçon chez moi, car cela confirme une opinion que je nourris depuis longtemps : les hommes de toutes les parties du monde sont identiques. »
Fabrice Bensimon, dans la Revue d'histoire du XIXe siècle, conclut : « Nourri d'une réflexion sur la colonisation, sur le racisme, sur la religion, le récit tient en haleine le lecteur de la première à la dernière page ; l'humour et la verve de l'écriture, rendus avec fidélité et talent par le traducteur, s'ajoutent à ces qualités pour faire des Passagers anglais un grand roman historique. »
On peut souligner également que ce roman figure en complément bibliographique de la revue Manière de voir n° 76, d'août 2004, sur les « Génocides dans l'Histoire », une revue du Monde diplomatique, dans la section bibliographique du génocide des aborigènes.

## Édition poche
- Pocket, mai 2004, 720 pages  (ISBN 9782266129251)